# Gebouw H (Radio Kootwijk)
Gebouw H is een van de gebouwen bij het voormalige zenderpark Radio Kootwijk in de Gelderse plaats Radio Kootwijk.
Gebouw H is evenals de nabijgelegen watertoren en gebouw A ontworpen door architect Julius Luthmann. Het had aanvankelijk de functie van pension en kreeg als naam 'tehuis voor ongehuwde ambtenaren'.
Na uitbreiding van het park met woonhuizen werd de pensionfunctie overbodig en kreeg het gebouw een reguliere hotelfunctie onder de naam 'Hotel Radio'. Hier konden zowel ambtenaren als toeristen overnachten.
In de Tweede Wereldoorlog werd aan de kant van de watertoren een aanbouw gerealiseerd, die later werd verbouwd tot drie dienstwoningen (Radioweg 3-7). In een van deze woningen woonde de schrijver/dichter Cees van der Pluijm in zijn jeugd.
In de jaren 60 van de twintigste eeuw werd het hotel weer volledig in gebruik genomen door het zenderpark en kreeg het een functie als kantoorgebouw en bedrijfsrestaurant.
Na de sluiting van Radio Kootwijk is er enkele jaren antikraak-bewoning geweest. In deze periode, op 19 maart 2006, is het gebouw door een brand zwaar beschadigd. Een onbeschadigd deel van het hotel heeft hierna nog dienstgedaan als dorpshuis en ook de dienstwoningen zijn nog jarenlang bewoond geweest. Initiatieven om het gebouw helemaal opnieuw op te bouwen laten al jaren op zich wachten.
Gebouw A (zendgebouw) · Gebouwen, C, D en E (zendgebouwen) · Gebouw F (directiegebouw) · Gebouw G (constructiehal voor zendapparatuur) · Gebouw H (hotel) · Gebouw P (Utrechtse loods) · Autogarage C · 50kV-station · Watertoren